# Camino de Santiago del Norte: Ruta del Besaya

Cartel con trazado de la ruta del Besaya a su paso por Santa Cruz del Monte

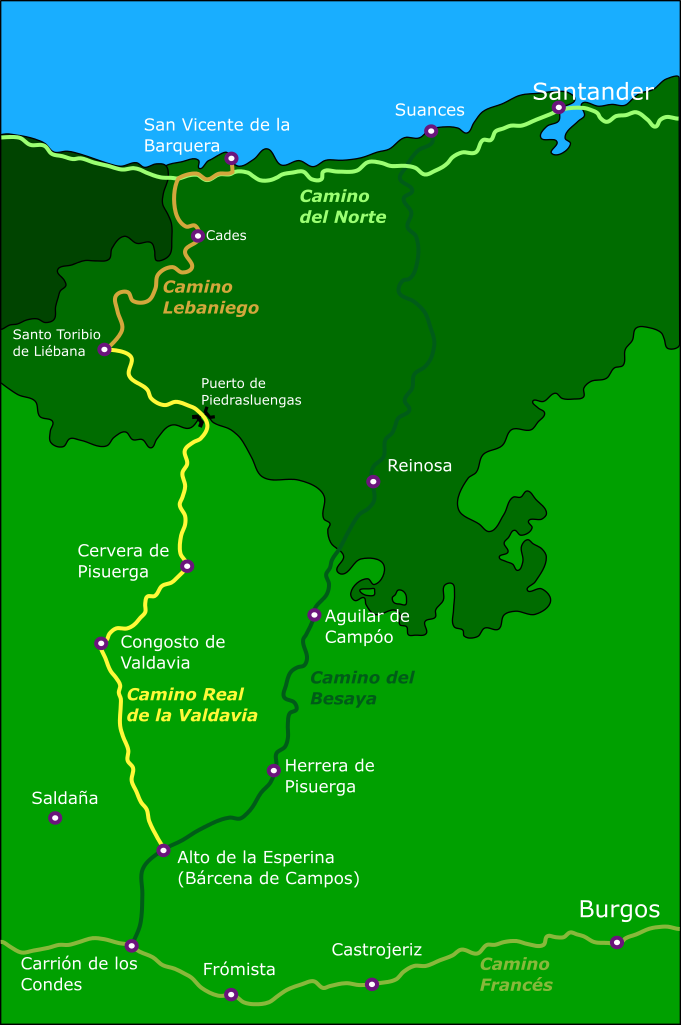
Ruta Jacobea el Besaya y su relación con el Camino Lebaniego y el camino Real de la Valdavia.

Además de la vía Vadiniense y el camino Real de la Valdavia los antiguos cántabros conocían otro camino de comunicación con la fértil meseta castellana. Se trata de la vía del Besaya (también conocida como ruta de Campoo o del Románico o de los Blendios), un histórico camino que partiendo de Suances (antigua Portus Blendium) en la actualidad está estudiándose como posible trazado de una nueva ruta de peregrinación jacobea, cada vez con mayor número de peregrinos. A veces, se considera que esta ruta comienza desde Santander (antigua Portus Victoriae), donde muchos los peregrinos que, llegados desde Europa y las islas británicas atracaban. Está señalizada como GR-73 y fue declarada Bien de Interés Cultural con la categoría de zona arqueológica en el 2002.
A día de hoy, apenas existen actuaciones en relación con este recorrido turístico como parte de los caminos de Santiago en España, si bien existe alguna documentación de la misma en la bibliografía y enlaces consultados para la edición del artículo.
La dotación de la ruta relacionada con la peregrinación jacobea es prácticamente nula.

## Patrimonio de la ruta
Pocos recorridos turísticos ofrecen al visitante la variedad paisajística y cultural que esta ancestral vía de comunicación entre los puertos del Mar Cantábrico y la Meseta Central Ibérica. Además de la alta concentración de templos románicos que dan el sobrenombre a esta ruta jacobea, la variedad de paisajes que ofrecen las tierras recorridas, hacen altamente interesante la visita a tan rico patrimonio.

### Patrimonio arqueológico
- Considerando que el actual trazado de esta vía histórica de comunicación coincide con una antigua calzada romana es fácil imaginar que a lo largo del trazado, tendremos ocasión de vislumbrar tales vestigios arqueológicos. En Bárcena de Pie de Concha y Molledo son dos de los lugares donde podremos apreciarla.
- Pero no es este el único vestigio romano, las ruinas de Julióbriga en Retortillo —próximo a Reinosa— y los restos de un campamento militar en Herrera de Pisuerga son otras de las evidencias del dominio a que la región estuvo sometida por el citado Imperio.
- Antes incluso que los romanos, ya habitaron estas tierras poblaciones humanas que plasmaron su huella en cuevas naturales, como es el caso de la Cueva de El Pendo en Camargo o las Estelas Cántabras en Barros.

### Patrimonio artístico y monumental
- Las comarcas palentinas Montaña Palentina y Tierra de Campos y la cántabra Campoo-Los Valles son tres de las regiones europeas en las que existe una mayor concentración de arquitectura románica. No obstante, no es este el único estilo arquitectónico que podremos contemplar al recorrer esta vía histórica, salpicada de edificios religiosos entre los que se encuentran:

- Santander
  - Catedral de Nuestra Señora de la Asunción en Santander.
- Suances
  - Nuestra Señora de las Lindes en Suances.
  - Portus Blendium en Suances.
- Torrelavega
  - Iglesia de La Asunción en Torrelavega.
- Cartes
  - Iglesia de Santa María de Yermo en Cartes.
- Caldas de Besaya
  - Santuario de Nuestra Señora de Las Caldas en Las Caldas de Besaya.
- Bárcena de Pie de Concha
  - Iglesia de San Cosme en Bárcena de Pie de Concha.
- Reinosa
  - Iglesia parroquial de San Sebastián en Reinosa.
- Campoo de Enmedio
  - Colegiata de San Pedro de Cervatos en Campoo de Enmedio.
- Camesa Rebolledo
  - Yacimiento arqueológico de Camesa-Rebolledo.
- Brañosera
  - Iglesia de Santa Eulalia en Brañosera.
- Revilla de Santullán
  - Iglesia de San Cornelio y San Cipriano en Revilla de Santullán.
- Aguilar de Campóo
  - Colegiata de San Miguel en Aguilar de Campoo.
  - Monasterio de Santa María la Real en Aguilar de Campoo.
  - Iglesia de Santa Cecilia en Aguilar de Campoo.
  - Palacio de los Marqueses  en Aguilar de Campoo.
  - Monasterio de Santa Clara en Aguilar de Campoo.
  - Castillo de Aguilar de Campoo.
  - Murallas de Aguilar de Campoo.
- Mave
  - Monasterio de Santa María de Mave.
- Herrera de Pisuerga
  - Restos del campamento de la Legio IIII Macedonica en Pisoraca.
- Villorquite de Herrera
  - Calle Real.
  - Iglesia de San Bartolomé.
- Santa Cruz del Monte
  - Iglesia de San Cristóbal.
- Bárcena de Campos
  - Iglesia de Santiago.
  - Convento de los Basilios.
  - Palacio de los Torres.
  - Restos arqueológicos de la Ermita de la Virgen de la Esperina.
- Itero Seco
  - Iglesia de San Miguel Arcángel.
- Bahillo
  - Iglesia de La Asunción.
- Carrión de los Condes
  - Monasterio de San Zoilo en Carrión de los Condes.
  - Monasterio de Santa Clara en Carrión de los Condes.
  - Iglesia de Santa María del Camino en Carrión de los Condes.
  - Iglesia de Santiago en Carrión de los Condes.
  - Iglesia de Nuestra Señora de Belén en Carrión de los Condes.
  - Iglesia de San Andrés Apóstol en Carrión de los Condes.
  - Iglesia de San Julián en Carrión de los Condes.
  - Murallas de Carrión de los Condes.

- Otros monumentos que forman parte del patrimonio artístico de la ruta son:
- Santander
  - Palacio de la Magdalena en Santander.
  - Conjunto escultórico de Los Raqueros en Santander.
  - Mercado de la Esperanza en Santander.
  - Ayuntamiento en Santander.
  - Sede social del Banco de Santander.
  - Faro de Cabo Mayor en Santander.
  - Edificio de Correos en Santander.
  - Gran Casino en Santander.
  - Plaza Porticada en Santander.
  - Plaza de Italia en Santander.
  - Antiguo Hospital de San Rafael en Santander.
- Torrelavega
  - Palacio de Demetrio Herrero en Torrelavega.
  - Plaza Mayor en Torrelavega.
  - Casona de los Condes Torreanaz en Torrelavega.
- Aguilar de Campoo
  - Palacio de los Marqueses en Aguilar de Campoo.
- Alar del Rey
  - Canal de Castilla en Alar del Rey.
- Carrión de los Condes
  - Hospital de la Herrada en Carrión de los Condes.

### Patrimonio cultural y popular
- Los pilares más importantes en los que se sustenta la cultura popular de esta región del norte de España son:
  - Biblioteca Jacobea en Carrión de los Condes.
  - Fiestas de La Vijanera en Molledo.
  - Universidad de Cantabria en Santander.
  - Museo Regional de Prehistoria y Arqueología de Cantabria en Santander.
  - Museo Marítimo del Cantábrico en Santander.
  - Palacio de los Deportes en Santander.
  - Real Club Náutico en Santander.